# Société anonyme des Charbonnages de Gosson-Kessales

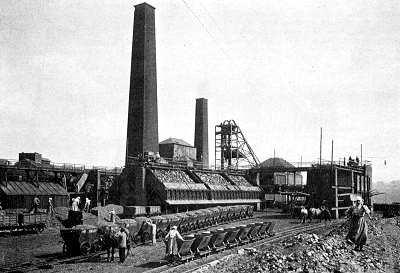
Charbonnage van Bonnet in 1910

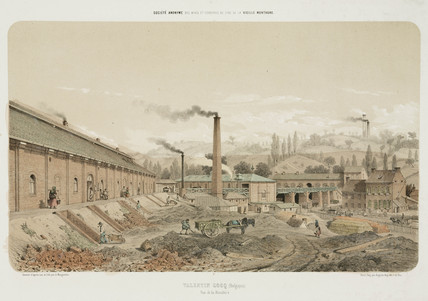
De mijn van Valentin-Cocq in 1855

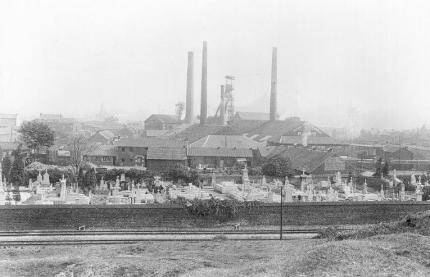
De mijn van Kessales

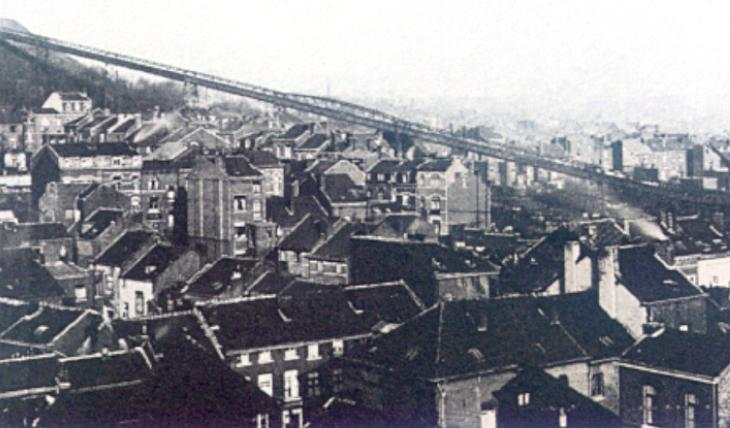
Transport per luchtbrug tussen Laveu en La Haye bij Saint-Gilles

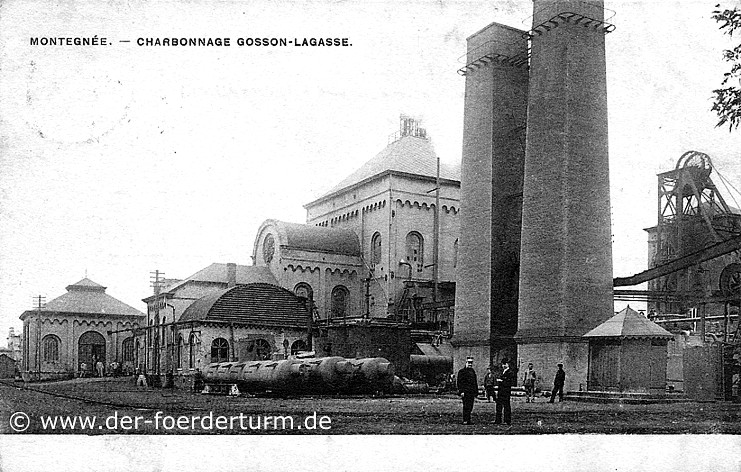
Gosson I

De Société anonyme des Charbonnages de Gosson-Kessales is een voormalige steenkoolmijnbouwmaatschappij die actief was in het Luiks steenkoolbekken.
In het westen was de maatschappij (Charbonnages des Kessales) actief op het grondgebied van Flémalle, Hollogne-aux-Pierres en Grâce-Berleur; in het oosten als Charbonnages des Gosson, La Haye et Horloz réunis op het grondgebied van Luik, Saint-Nicolas, Montegnée en Tilleur.

## Geschiedenis

### Société anonyme des Charbonnages réunis de la Concorde
De Société des Grands Makets werd in de Napoleontische tijd, in 1809, opgericht. In 1839 verkreeg ze de Belgische rechtsvorm. De concessie bedroeg ruim 111 ha op het grondgebied van Hollogne-aux-Pierres, Jemeppe-sur-Meuse, Flémalle-Grande en Mons-lez-Liège. Later kwam hier nog ruim 33 ha bij. De maatschappij kreeg spoedig de beschikking over stoommachines. In 1865 werd het een naamloze vennootschap en het verwierf de concessie Champ d'Oiseaux. In 1877 werd het bedrijf omgezet in de Société anonyme des Charbonnages réunis de la Concorde. Van de Vieille-Montagne werd in 1889 nog de Charbonnage Valentin-Cocq overgenomen, welke in 1828 ontstaan is door de fusie van de Bure Valentin en de Bure Cocq-Bouxhette. In 1890 gevolgd door de Charbonnage Coune et Colladios en in 1893 door Gely-Abbesses. In 1913 werd nog de Houillère des Corbeau verworven. In 1930 werd de Corbeau gesloten en, nadat ze in 1943 door de Duitse bezetter in een luchtafweersteunpunt was omgevormd, werd ze in 1944 verwoest door de Amerikaanse bevrijders.
In 1924 fuseerden de Charbonnages réunis de la Concorde met de Charbonnages des Kessales.

### Société anonyme des Charbonnages des Kessales
In 1791 werd een concessie voor de Charbonnages des Kessales aangevraagd bij het Franse gezag, doch pas in 1827 werd de concessie verleend. Ze besloeg 237 ha bij Jemeppe-sur-Meuse. Deze werd geëxploiteerd door de mijnzetel Romarin-Kessales, en in 1840 opende ook de mijnzetel Bons-Buveurs. In 1860 werd de maatschappij omgevormd tot een naamloze vennootschap. In 1891 werd de Société des Artistes, Xhorré et Baldaz-Lalore overgenomen, met een concessie van 564 ha. In 1924 volgde de fusie met de Société anonyme des Charbonnages réunis de la Concorde. In 1954 volgde fusie met de Société anonyme des Charbonnages de Gosson, La Haye et Horloz réunis

### Société anonyme des Charbonnages de Gosson, La Haye et Horloz réunis

#### Société anonyme des Charbonnages de La Haye
In 1799 begint de geschiedenis van deze maatschappij. Een concessie van 230 ha werd aangevraagd, en deze werd verleend in 1808. In 1819 werd de schacht Bois Mayette gesloten, en de schacht Procureur te Saint-Gilles werd in gebruik genomen. Weldra sprak men van de Ancienne Haye en de Nouvelle Haye. In 1839 kwam ook  de Champay in bedrijf, welke van een concurrerende maatschappij werd overgenomen. De steenkool werd per zweefbaan en vervolgens via een tunnel naar de treinen gebracht. In 1860 werd het bedrijf in een naamloze vennootschap omgezet. Eind 19e eeuw werd nog de mijnzetel Piron in gebruik genomen.
In 1930 fuseerde de maatschappij met die van Horloz, en korte tijd later werden La Haye en Piron buiten bedrijf gesteld.

#### Société anonyme des Charbonnages du Horloz
In 1790 was er al een steenkoolgroeve Horloz, te Saint-Nicolas. In 1801 werd een aanvraag voor een concessie te Jemeppe-sur-Meuse, Saint-Nicolas, Montegnée en Tilleur gedaan door de familie Braconier. Er werden drie mijnen in bedrijf gesteld: Vieux-Horloz, Murébure en Bonnet. De eerste twee werden gesloten in 1840 respectievelijk 1849. Bonnet bleef in bedrijf tot 1930.
De mijn Horloz lag te Tilleur, en Braconier bezat deze al in 1798. In 1827 werden nieuwe concessies verworven en ook in Vaux-sous-Chèvremont werd een mijnzetel geopend, niet ver van de Maas aan het spoor gelegen. Daar opende men vanaf 1870 een steenkoolwasserij, paardenstallen, een overslagstation, een kliniek en een cokesfabriek.
In 1887 werd de maatschappij een naamloze vennootschap. In 1930 fuseerden de Charbonnages du Horloz met de Charbonnages de La Haye. Niet veel later werden Bonnet en Horloz buiten bedrijf gesteld.

#### Société anonyme charbonnière de Gosson-Lagasse
Vanaf de 16e eeuw vond exploitatie van steenkool plaats te Montegnée, met de groeven Gosson, Petit Corbeau, Agasse en andere. In 1791 werd een concessie aangevraagd onder de naam: Gosson-l'Agace. Tussen 1811 en 1821 werd de concessie uitgebreid. In 1830 werd de oppervlakte verviervoudigd, tot 331 ha, terwijl 30 ha in het noorden werden afgestaan aan de Société anonyme des Charbonnages du Bonnier. In 1897 werden nog eens 47 ha afgestaan aan de Société anonyme des Charbonnages de l'Espérance et Bonne-Fortune.
De maatschappij, die in 1860 tot een naamloze vennootschap was omgevormd, exploiteerde in de 20e eeuw de twee zetels Gosson I en Gosson II. In 1931 fuseerde zij met de Société anonyme des Charbonnages de La Haye-Horloz, die in 1930 was ontstaan, tot de Société anonyme des Charbonnages de Gosson-Kessales.

## Heden
Kessales werd reeds in 1958 gesloten. Gosson I sloot in 1959 en Gosson II in 1966. Hiermee kwam een einde aan de steenkoolwinning door deze maatschappij.
De meeste gebouwen werden ontmanteld en op de terreinen kwam stedenbouw, nieuwe industrie of ze werden weer aan de natuur teruggegeven. Over bleven ruïnes van gebouwen van de Grands Makets, waar zich later een schroothandelaar vestigde. Van Piron werden enkele gebouwen hergebruikt. Van Gosson II is de steenkoolwasserij weer in gebruik genomen als bezoekerscentrum Maison des Terrils, terwijl op de terrils en de mijnterreinen, die als natuurgebied werden ingericht, ook rondwandelingen werden uitgezet.